# Nervo supraescapular
O nervo supraescapular é um nervo que surge do plexo braquial e inverva certos músculos conectados à escápula, notadamente o supraespinhal e o infraespinhal.

## Estrutura
O nervo supraescapular surge a partir do tronco superior do plexo braquial, que é formado pela união do ramo anterior do nervo espinhal da quinta e sexta cervical. Depois de se separar do tronco superior, o nervo passa através do triângulo posterior do pescoço, paralelo à parte inferior do músculo omo-hióideo e por dentro do músculo trapézio. Ele então corre ao longo da borda superior da escápula, passa pela incisura supraescapular abaixo do ligamento escapular transverso superior e entra na fossa supraespinhal. Ele então passa abaixo do músculo supraespinhal, e curva ao longo da lateral da espinha da escápula para a fossa infraespinhal.

## Função
O nervo supraescapular é um nervo periférico misto, contento componentes motores e sensórios.

### Inervação motora
- Músculo supraespinhal[1]
- Músculo infraespinhal (por meio da incisura escapular)[1]

### Invervação sensorial
- Articulação acromioclavicular[1]
- Articulação do ombro[1]

Na fossa supraespinhal, ele se divide em dois ramos para o músculo supraespinhal e na fossa infraespinhal, se divide em dois ramos para o infraespinhal.

## Importância clínica
- Paralisia supraescapular, causando dores nas costas, problemas com a abdução e rotação externa do úmero, e podendo levar à atrofia dos músculos supraespinhal e infraespinhal.
- Lesão do plexo braquial

## Imagens adicionais

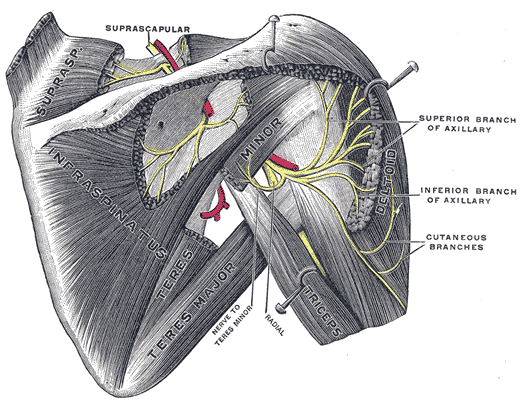
Nervos supraescapular e axilar do lado direito, vistos posteriormente.
Plexo braquial com os cursos dos nervos espinhais destacados.